# Zdzisław Skwarczyński
Zdzisław Skwarczyński (ur. 15 lutego 1914 w Łodzi, zm. 22 marca 1987 tamże) – polski historyk literatury, rektor Uniwersytetu Łódzkiego. Ojciec pisarza Henryka Skwarczyńskiego.

## Życiorys
Absolwent Uniwersytetu Warszawskiego. Wieloletni wykładowca Uniwersytetu Łódzkiego, początkowo (od 1945 r.) asystent prof. Stanisława Adamczewskiego. Specjalizował się w problematyce literatury oświecenia. Skromny dorobek naukowy charakteryzował się perfekcjonizmem warsztatowym.
Pełnił liczne funkcje we władzach Uniwersytetu Łódzkiego:
- prodziekan Wydziału Filologicznego UŁ w latach 1952-1953
- dziekan Wydziału Filologicznego UŁ w latach 1953-1955
- prorektor UŁ w latach 1968-1969
- rektor UŁ w latach 1969-1972
- dyrektor Instytutu Filologii Polskiej w latach 1970-1978

Członek komitetów i rad naukowych Polskiej Akademii Nauk. Członek Łódzkiego Towarzystwa Naukowego. Redaktor naczelny czasopisma Prace Polonistyczne. 
Spoczywa na cmentarzu na Zarzewie w Łodzi.  

## Najważniejsze prace
- "Wiadomości Brukowe": wybór artykułów; wybrał i opracował Zdzisław Skwarczyński. Wrocław: Zakł. Nar. im. Ossolińskich, 1962; (Seria: Biblioteka Narodowa. Seria 1 0208-4104, nr 178);
- "Wiadomości Brukowe": wybór artykułów. Wrocław: Zakład Narodowy im. Ossolińskich, 2003. (Seria: Skarby Biblioteki Narodowej), ISBN 83-7316-258-5  8304046695
- Chłop i sprawa chłopska w romansie stanisławowskim. Łódź: Łódzkie Towarzystwo Naukowe, 1950. (Seria Prace Wydziału I; Łódzkie Towarzystwo Naukowe; nr 8);
- Franciszek Salezy Jezierski jako ideolog antyfeudalny. Łódź: Łódzkie Towarzystwo Naukowe, 1952.
- Kazimierz Kontrym; Towarzystwo Szubrawców: dwa studia. Łódź, Wrocław: Zakład Narodowy im. Ossolińskich, 1961. (Seria Prace Wydziału I; Łódzkie Towarzystwo Naukowe; nr 48);
- Stanisław Dygat. Warszawa: Państwowy Instytut Wydawniczy, 1976. (Seria: Portrety Współczesnych Pisarzy Polskich);
- W szkole sentymentalizmu: "Tygodnik Wileński" z 1804 r. Łódź: Łódzkie Towarzystwo Naukowe, 1958. (Seria: Prace Wydziału I; Łódzkie Towarzystwo Naukowe; nr 34);
- Franciszek Salezy Jezierski: wybór pism; oprac. Zdzisław Skwarczyński. Warszawa: Państwowy Instytut Wydawniczy, 1952.